# Viola utahensis
Viola utahensis M.S.Baker & J.C.Clausen – gatunek roślin z rodziny fiołkowatych (Violaceae). Występuje endemicznie w Stanach Zjednoczonych – w Kolorado, Idaho, Nevadzie, Utah i Wyoming. W całym swym zasięgu jest gatunkiem bliskim zagrożeniu, ale regionalnie – w Wyoming – jest krytycznie zagrożony. 

## Morfologia
PokrójBylina dorastająca do 5–20 cm wysokości. Pędy w liczbie od jednego do czterech, są wyprostowane lub płożące, nagie lub delikatnie owłosione, wyrastają na końcach nieco zdrewniałych kłączy.
LiścieLiście odziomkowe w liczbie od jednego do trzech, ich blaszka liściowa ma zazwyczaj szeroko owalny kształt, choć czasami są okrągławe, mierzy 1–4,5 cm długości oraz 0,7–3,4 cm szerokości, jest grubo karbowato-piłkowana i orzęsiona na brzegu, ma zazwyczaj zbiegającą po ogonku (sporadycznie ściętą lub niemal sercowatą) nasadę i tępy wierzchołek, jej powierzchnia jest naga lub delikatnie owłosiona, ogonek liściowy jest nagi lub delikatnie owłosiony i osiąga 2–8 (sporadycznie do 12) cm długości, przylistki są przylegające do ogonków liściowych, złożone z dwóch równowąsko lancetowatych skrzydełek, całobrzegie lub postrzępione z gruczołowatymi włoskami, o ostrym wierzchołku (czasem podzielonym na kilka nitkowatych segmentów). Liście łodygowe są podobne, lecz blaszka liściowa ma kształt od owalnego do podługowato-owalnego lub podługowato-lancetowatego, mierzy 2,6–3,7 cm długości oraz 0,7–1,6 cm szerokości, jest płytko piłkowane, nieregularnie karbowane na brzegu lub całobrzegie, ma wierzchołek od ostrego do spiczastego, ogonki liściowe osiągają 3–8,7 cm długości, a przylistki mają kształt od lancetowatego do równowąsko lancetowatego lub równowąskiego, są mniej więcej całobrzegie lub poszarpane na brzegu, z nielicznymi występami zakończonymi gruczołami, wierzchołek jest od ostrego do spiczastego, często podzielony na 2–4 nitkowate segmenty.
KwiatyPojedyncze, osadzone na nagich lub delikatnie owłosionych szypułkach o długości 4-10 cm, wyrastających z kątów pędów. Mają działki kielicha o lancetowatym kształcie. Płatki mają od środka ciemno cytrynowożółtą barwę, dwa płatki górne i czasami boczne są od czerwonawo-brązowych do brązowopurpurowych od zewnątrz, trzy płatki dolne (czasami wszystkie) mają brązowe żyłki, dwa boczne są gęsto brodate, najniższy płatek mierzy 10-13 mm długości, posiada garbatą ostrogę o długości 0,5-1,5 mm i żółtej barwie. Główka słupka jest brodata.
OwoceNagie lub drobno owłosione torebki mierzące 6-7 mm średnicy, o mniej więcej kulistym kształcie. Nasiona mają brązową barwę i osiągają około 3 mm długości. Elajosom pokrywa około jednej trzeciej długości nasion.

## Biologia i ekologia
Rośnie na otwartych obszarach w towarzystwie bylicy, półpustynnych zboczach, łąkach i widnych lasach. Występuje na wysokości od 1200 do 2600 m n.p.m. Wielkość roślin prawdopodobnie jest skorelowana z wysokością: największe rośliny znajdują się na niskich wysokościach, a najmniejsze na wyższych wysokościach. Kwitnie w maju. Kwiaty bywają zapylane przez pszczoły miodne, porobnice Anthophora ursina oraz muchówki z rodzajów Eristalis i Bombylius. 
Liczba chromosomów 2n = 24. V. utahensis występuje tylko na obszarach, gdzie jego najbliżsi krewni, V. vallicola i V. purpurea var. venosa, i wydaje się, że pochodzi ze skrzyżowania tych taksonów, po którym następuje podwojenie chromosomów. 